# شهرستان شینگتای
شهرستان شینگتای (به لاتین: Xingtai County) یک شهرستان‌های جمهوری خلق چین در چین است که در شینگتای واقع شده‌است.
 شهرستان شینگتای ۱٬۹۸۳ کیلومتر مربع مساحت و ۴۵۰٬۰۰۰ نفر جمعیت دارد و ۶۰ متر بالاتر از سطح دریا واقع شده‌است.